# Fajsławice (gmina)
Fajsławice – gmina wiejska w województwie lubelskim, w powiecie krasnostawskim. W latach 1975–1998 gmina położona była w województwie lubelskim. Siedziba gminy to Fajsławice.
Według danych z 30 czerwca 2004 gminę zamieszkiwało 5090 osób.
1 stycznia 2002 gmina Fajsławice miała być włączona do powiatu świdnickiego. O ostatecznym pozostawieniu gminy w powiecie krasnostawskim zadecydowały głównie opinie i stanowiska: wojewody lubelskiego, Sejmiku Województwa Lubelskiego, Rady Powiatu Krasnostawskiego oraz nadesłane w grudniu 2001 r. podpisy 1238 osób z poszczególnych sołectw gminy Fajsławice.

## Struktura powierzchni
Według danych z roku 2002 gmina Fajsławice ma obszar 70,69 km², w tym:
- użytki rolne: 90%
- użytki leśne: 4%

Gmina stanowi 6,21% powierzchni powiatu.

## Demografia

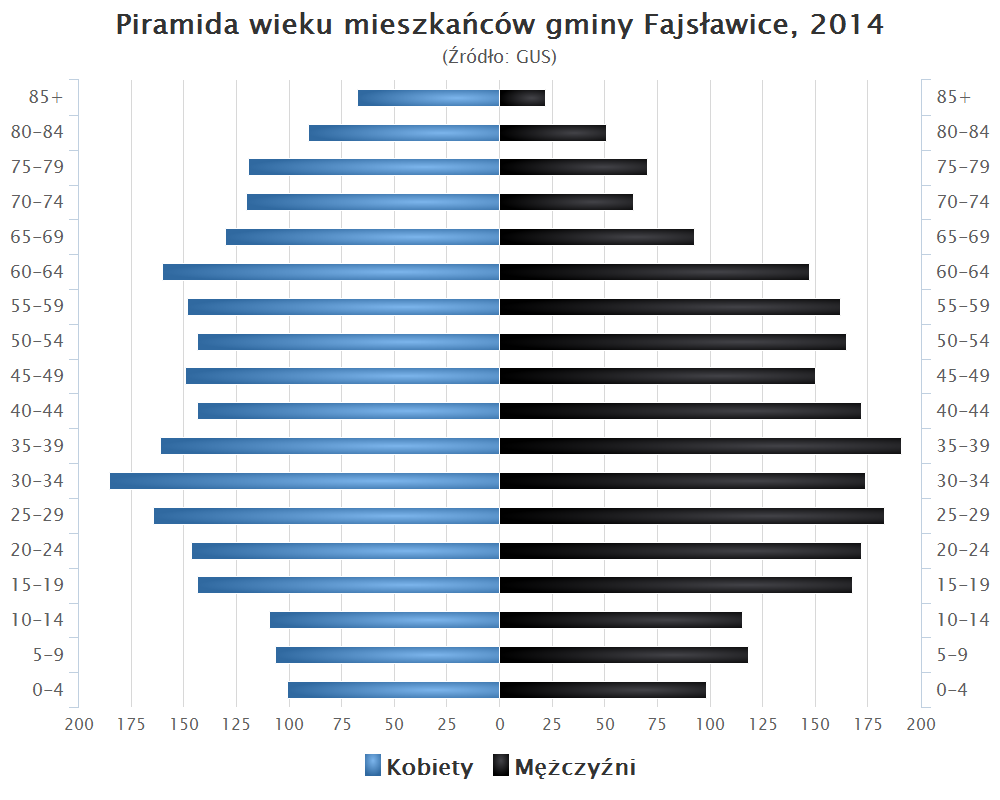
Piramida wieku mieszkańców gminy Fajsławice w 2014 roku

Dane z 30 czerwca 2004:
| Opis                              | Ogółem | Ogółem | Kobiety | Kobiety | Mężczyźni | Mężczyźni |
| --------------------------------- | ------ | ------ | ------- | ------- | --------- | --------- |
| jednostka                         | osób   | %      | osób    | %       | osób      | %         |
| populacja                         | 5099   | 100    | 2580    | 50,6    | 2519      | 49,4      |
| gęstość zaludnienia (mieszk./km²) | 72,1   | 72,1   | 36,5    | 36,5    | 35,6      | 35,6      |

## Sołectwa
Bielecha, Boniewo, Dziecinin, Fajsławice, Ignasin, Kosnowiec, Ksawerówka, Siedliska Drugie, Siedliska Pierwsze, Marysin, Suchodoły, Wola Idzikowska.
Miejscowość bez statusu sołectwa: Zosin.

## Sąsiednie gminy
Łopiennik Górny, Piaski, Rybczewice, Trawniki